# Філіпп Ярнах
Філіп Ярнах (нім. Philipp Jarnach; 26 липня 1892, Нуазі-ле-Сек — 17 грудня 1982, Бернзен) — німецький композитор і музичний педагог. 

## Біографія
Був сином іспанського скульптора. Навчався в Паризькій консерваторії як піаніст (в Едуара Ріслера) і композитор (в Альбера Лавіньяка), потім в Цюриху в Ферруччо Бузоні (пізніше Ярнах завершив незакінчену оперу Бузоні «Доктор Фауст»). У 1920-ті рр. працював у Берліні, концертував як піаніст і диригент. З 1927 року викладав в Кельнській консерваторії, в 1950 році виступив засновником і першим керівником (до 1959) Гамбурзької Вищої школи музики. Серед учнів Ярнаха в різні часи: Курт Вайль, Бернд Алоїс Циммерман, Нікос Скалкотас, Отто Люнінг, Пауль Мюллер-Цюрих, Юрг Баур, Рейнгард Шварц-Шиллінг, Робер Обусьє та інші композитори.
Як композитор Ярнах виховувався під впливом німецького романтизму і творчості французьких композиторів початку ХХ сторіччя.